# Toei Fushigi Comedy Series
Las Toei Fushigi Comedy Series (東映不思議コメディーシリーズ Tōei Fushigi Komedī Shirīzu?) son una serie de programas japoneses de género tokusatsu producidas por Toei y emitidas en Fuji TV. La primera entrada fue Robot 8-chan (ロボット8ちゃん Robotto Hatchan?), estrenada el 4 de octubre de 1981. Mientras que la última entrada fue Yugen Jikkou Sisters Chouchoutrian (有言実行三姉妹シュシュトリアン Yūgenjikkō Shisutāzu Shushutorian?), estrenada el 10 de enero de 1993 y finalizando su emisión el 31 de octubre de 1994.
Orignialmente eran denominadas simplemente como "series de comedia caseras", pero luego del estreno de Mysterious Nile Girl Thutmos, se oficializó el nombre "Toei Fushigi Comedy Series".

## Carecterísticas
Al igual que series como las series tokusatsu de la época como Super Sentai, Kamen Rider o Ultraman, contaba con héroes en traje que luchaban contra las fuerzas del mal. Con la diferencia de que, en esta ocasión, los héroes tenían aspecto de robots lindos, chicas mágicas enmascaradas, o incluso detectives. El humor de las series, muy presente en general, se enfocaba en evocar un tipo de humor "misterioso". Enfasis en "fushigi", traducido como "misterioso".

## Listado de series
1. Robot 8-chan (ロボットはっちゃん Robotto Hacchan?, Dear Robot 8) - Emtido desde el 4 de octubre de 1981, al 26 de septiembre de 1982.
2. Batten Robomaru (バッテンロボ丸 Batten Robomaru?, Batten Robomaru) - Emitido desde el 3 de octubre de 1982, al 26 de septiembre de 1983.
3. Pettonton (ペットントン Pettonton?) - Emitido desde el 2 de octubre de 1983, al 26 de agosto de 1984.
4. Dokincho! Nemurin (どきんちょ！ネムリン Dokincho! Nemurin?, Dokincho! Nemurin) - Emitido desde el 2 de septiembre de 1984, al 31 de marzo de 1985.
5. Katteni! Kamitaman (勝手に！カミタマン Katte ni! Kamitaman?) - Emitido desde el 7 de abril de 1985, al 30 de marzo de 1986.
6. Morimori Bokkun (もりもりぼっくん Morimori Bokkun?, Morimori Bokkun) - Emitido desde el 6 de abril de 1986, al 28 de diciembre de 1987.
7. Omoikkiri Tanteidan Hadogumi (おもいっきり探偵団 覇悪怒組 Omoikkiri Tantei-dan Haadogumi?) - Emitido desde el 11 de enero de 1987, al 27 de diciembre de 1988.
8. German Tanteidan Maringumi (じゃあまん探偵団 魔隣組 Jaaman Tantei-dan Maringumi?) - Emitido desde el 10 de enero de 1988, al 1 de enero de 1989.
9. Magical Chinese Girl Paipai! (魔法少女ちゅうかなぱいぱい！ Mahō Shōjo Chūka na Paipai!?) - Emitido desde el 9 de enero de 1989, al 9 de julio de 1989.
10. Magical Chinese Girl Ipanema! (魔法少女ちゅうかないぱねま！ Mahō Shōjo Chūka na Ipanema!?) - Emitido desde el 23 de julio de 1989, al 24 de diciembre de 1989.
11. La Belle Fille Masquée Poitrine (美少女仮面ポワトリン Bishōjo Kamen Powatorin?) - Emitido desde el 7 de enero de 1990, al 30 de diciembre de 1990.
12. Mysterious Nile Girl Thutmose (不思議少女ナイルなトトメス Fushigi Shōjo Nairu na Totomesu?) - Emitido desde el 6 de enero de 1991, al 29 de diciembre de 1991.
13. Utau! Dai Ryugujo (うたう！大龍宮城 Utau! Dai Ryūgūjō?) - Emitido desde el 5 de enero de 1992, al 27 de diciembre de 1992.
14. Yugen Jikkou Sisters Chouchoutrian (有言実行三姉妹シュシュトリアン Yūgenjikkō Shisutāzu Shushutorian?) - Emitido desde el 10 de enero de 1993, al 31 de octubre de 1993.